# Баранка (Ботошани)
Баранка (рум. Baranca) насеље је у Румунији у округу Ботошани у општини Кристинешти. Oпштина се налази на надморској висини од 195 m.

## Становништво
Према подацима из 2011. године у насељу је живело 547 становника.